# Dungweg

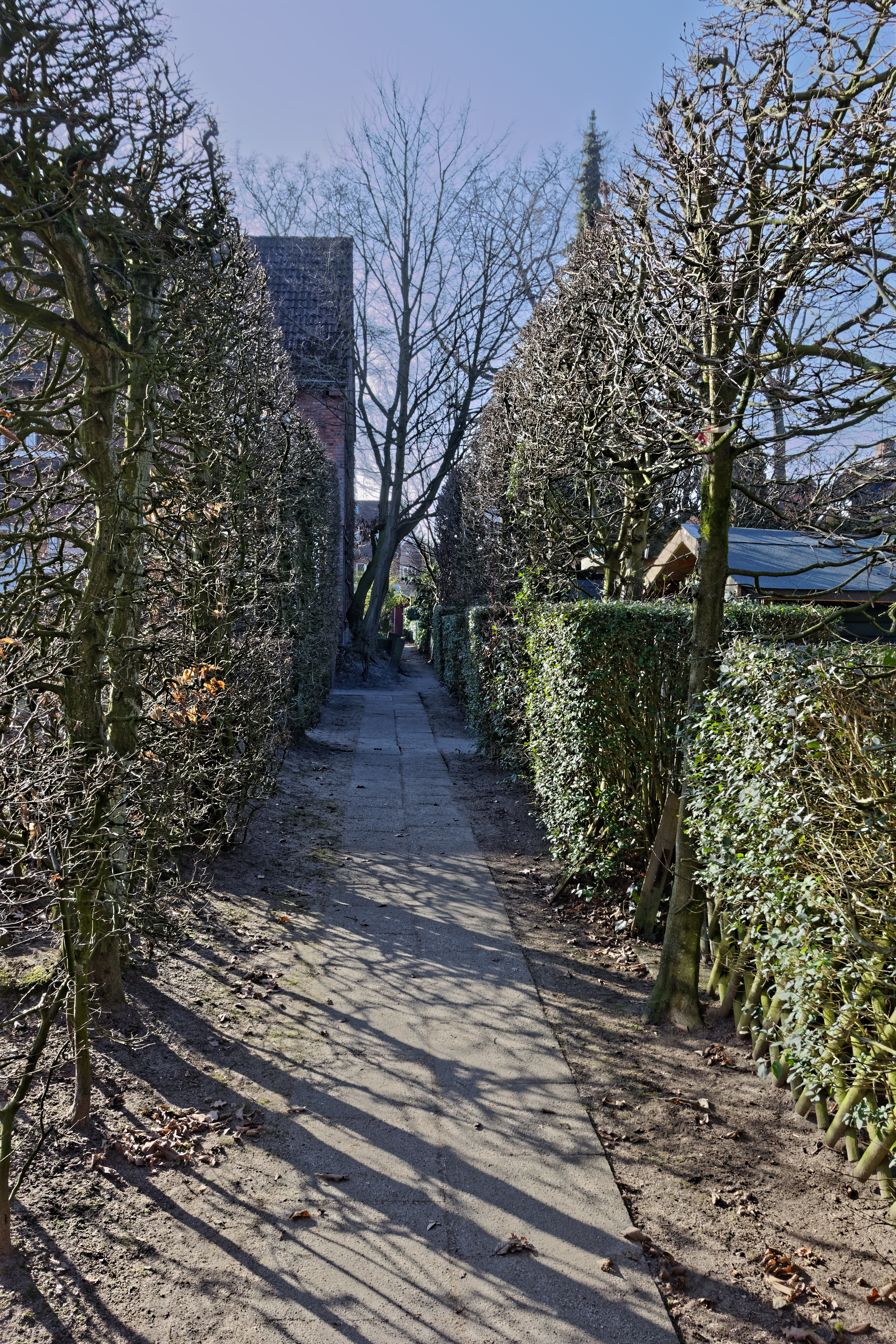
Dungweg in der Frank’schen Siedlung, Hamburg

Einen Dungweg gibt es oft in Reihenhaussiedlungen. Da die Reihenhäuser aneinander gebaut sind, ist der Garten eines Mittelreihenhauses von vorn nur durch das Haus erreichbar. Deshalb wird hinter allen Reihenhausgrundstücken eine Art Wirtschaftsweg angelegt, über den alle Parteien ihr Grundstück von der Gartenseite aus erreichen können. 
Der Begriff stammt aus der Zeit, als in Reihenhausgärten noch vornehmlich Ackerbau und Kleintierzucht zur Selbstversorgung betrieben wurde. Über den Dungweg ließen sich der Dung und andere Abfälle abtransportieren, ohne durch die gute Stube gehen zu müssen. Ein Dungweg ist etwa einen Meter breit, sodass man gut mit einer Schubkarre durchkommt.